# Порезский район
Порезский район — административно-территориальная единица в составе Кировской области РСФСР, существовавшая в 1945—1955 годах. Административный центр — село Порез.

## История
Район был образован в 1945 году из части Немского и Унинского районов.
30 сентября 1955 года район упразднен с передачей территории Немскому и Унинскому районам.

## Административное деление
В 1950 году в состав района входило 12 сельсоветов и 124 населённых пунктов:
| № п/п | Сельсовет           | Кол-во НП | Население |
| ----- | ------------------- | --------- | --------- |
| 1     | Антипинский         | 11        | 1036      |
| 2     | Барашковский        | 13        | 898       |
| 3     | Большекомаровский   | 12        | 1179      |
| 4     | Большесвятопольский | 8         | 587       |
| 5     | Воронский           | 7         | 541       |
| 6     | Деминский           | 11        | 628       |
| 7     | Князевский          | 13        | 1767      |
| 8     | Малосвятопольский   | 8         | 429       |
| 9     | Мартеловский        | 5         | 510       |
| 10    | Порезский           | 15        | 2109      |
| 11    | Рыбаковский         | 9         | 1126      |
| 12    | Телицынский         | 12        | 1075      |